# Блюдце (остров)
Блюдце — остров в Мотовском заливе Баренцева моря. В административном отношении остров Блюдце входит в состав городского округа Заозёрск Мурманской области России.

## География
Остров Блюдце расположен к северу от губы (залива) Вичаны, у южного побережья Мотовского залива. Расстояние до ближайшей точки материка около 2 км. Между материком и островом, примерно в километре от него, находятся
Вичанские острова, в 3,5 км западнее, у входа в губу Западная Лица — остров Кувшин, за ним остров Замогильный.

## Описание
Остров Блюдце представляет собой небольшой остров овальной формы, приблизительно 200 на 100 метров.
Максимальная высота 9,2 метра над уровнем моря. Здесь расположен маяк.